# 8688 Delaunay
8688 Delaunay (1992 PV1) là một tiểu hành tinh vành đai chính được phát hiện ngày 8 tháng 8 năm 1992 bởi E. W. Elst ở Caussols.